# Le Cheval de fer (film, 1924)
Pour les articles homonymes, voir Le Cheval de fer.
Pour plus de détails, voir Fiche technique et Distribution.
Le Cheval de fer (The Iron Horse) est un film américain de John Ford, sorti en 1924.

## Synopsis
Le film retrace la construction du premier chemin de fer transcontinental et la vengeance de Davy Brandon dont le père a été tué par les Indiens.
Davy Brandon, enfant, est amoureux de la jolie petite fille Miriam Marsh, sous l'œil attendri du jeune Abraham Lincoln. Le père de Brandon, visionnaire du chemin de fer, cherche - et trouve - un passage pratique qui permettrait beaucoup d'économies pour le chemin de fer naissant. Mais il est surpris par les Indiens et massacré par l'un d'eux. Davy, qui était caché, a vu que l'Indien qui a tué son père ne possède que deux doigts à la main droite.
Le temps passe, Abraham Lincoln, alors président des États-Unis d'Amérique, relance la construction du chemin de fer, malgré la Guerre de Sécession.
Arrivé aux alentours du passage découvert par le père de Davy, l'équipe de Union Pacific qui construit le chemin de fer de Omaha vers l'Ouest - dirigée par Thomas Marsh, le père de Miriam - cherche un passage qui permettra d'économiser les moyens humains et financiers de la compagnie. C'est à ce moment que Davy, qui a grandi, refait surface et propose ses services à Marsh, afin de continuer l'œuvre de son père.
Peter Jesson, ingénieur et fiancé à Miriam, est chargé de trouver le passage. Davy, qui se souvient des paroles de son père, propose d'aider l'ingénieur. C'est à ce moment que Deroux, un type louche qui a toujours la main droite dans la poche et ne la sort jamais (même pas pour saluer), prend contact avec Jesson - par l'intermédiaire de Ruby - afin de faire capoter le projet. Davy emmène Jesson au passage, et pendant qu'il le descend en rappel, Jesson coupe la corde, précipitant Davy dans le ravin. Heureusement, un arbre amortit sa chute.
Jesson revient au chemin de fer et annonce la mort de Davy. Miriam est malheureuse. Le chantier continue.
Survient alors Davy, qui s'aperçoit que le tracé ne tient pas compte du passage découvert. Il accuse Jesson d'avoir menti et explique à Marsh que le passage existe bel et bien et qu'ils doivent l'emprunter.
Deroux, inquiet du retour de Davy, demande à Jesson de le tuer. Miriam demande à Davy de ne pas se battre avec Jesson.
Malgré sa promesse et à la suite de la tentative de meurtre de Jesson sur Davy, ce dernier se bat contre Jesson et l'élimine. Miriam, déçue par l'attitude de Davy quant à sa promesse, se détourne de lui.
Le chantier continue, à travers le "passage Brandon", mais est attaqué par les Indiens qui ont été chauffés par Deroux. Deroux s'étant fait reconnaître par le chef indien en lui montrant sa main droite, qui n'a que deux doigts.
Le chantier - isolé - est attaqué, et Davy retourne chercher du renfort. Une fois le renfort arrivé, les Indiens sont défaits, mais un tireur isolé tue Ruby. Le tireur, une fois repéré, est attaqué par Davy. Il s'agit de Deroux, et quand Davy l'attaque, il se rend compte qu'il est l'assassin de son père. S'ensuit un combat à mort dans lequel Deroux est tué. Le chemin de fer de l'Ouest est sauvé.
Comme Miriam est toujours distante envers lui, Davy s'en va rejoindre la Central Pacific qui construit le chemin de fer de Sacramento vers l'Est. Il travaille parmi la main-d'œuvre chinoise très nombreuse.
Le 10 mai 1869, la jonction entre les deux lignes a lieu. Après la pose du clou d'or, les deux lignes n'en forment plus qu'une, Davy retrouve Miriam qui l'accueille avec joie.

## Fiche technique
- Titre original : The Iron Horse
- Titre français : Le Cheval de fer
- Réalisation : John Ford, assistant : Edward O'Fearna
- Scénario : Charles Kenyon d'après une histoire de Charles Kenyon et John Russell
- Direction artistique : Frank Hotaling, James Basevi
- Photographie : George Schneiderman, Burnett Guffey
- Intertitres : Charles Darnton
- Musique : Erno Rapee
- Production : John Ford
- Société de production : Good Harvest Productions
- Société de distribution : Fox Film Corporation
- Pays de production :  États-Unis
- Langue : anglais
- Format : Noir et blanc - 35 mm - 1,33:1 - Muet
- Genre : western
- Durée : 11 bobines
- Date de sortie :
  - États-Unis : 28 août 1924 (première à New York)

## Distribution
- George O'Brien : Davy Brandon
- Madge Bellamy : Miriam Marsh
- Charles Edward Bull : Abraham Lincoln
- William Walling : Thomas Marsh
- Fred Kohler : Deroux
- Cyril Chadwick : Peter Jesson
- Gladys Hulette : Ruby
- James Marcus : le juge Haller
- Francis Powers (acteur) (en) : le sergent Slattery
- J. Farrell MacDonald : le caporal Casey
- James Welch : Schultz, un soldat
- Jack O'Brien : Dinny
- Colin Chase : Tony
- Walter Rogers : Général Dodge
- George Waggner : Colonel Cody « Buffalo Bill »
- Jack Padjan : Wild Bill Hickok
- Charles O'Malley : Major North
- Charles Newton : Collis P. Huntington
- Delbert Mann : Charles Crocker

Et, parmi les acteurs non crédités :
- Chef John Big Tree : le chef cheyenne
- Willie Fung : un travailleur chinois

## Autour du film
- Titres de production : The Transcontinental Railroad, The Iron Trail.
- La production n'a pas lésiné sur les moyens : 3 000 ouvriers du chemin de fer, 1 000 Chinois, 800 Indiens, 1 000 chevaux, 10 000 têtes de bétail, les deux locomotives originales de 1869, l'authentique Derringer de Wild Bill Hickok furent à la disposition de Ford.
- L'équipe du film et les figurants sont logés dans le train du cirque A.G. Barnes.
- Les conditions climatiques furent très difficiles.
- Le film est le plus important tournage en extérieurs de l'époque, réalisé près de Reno
- Le film est la réplique de Fox à La Caravane vers l'Ouest (The Covered Wagon) de Paramount Pictures sorti en 1923.
- Cecil B. DeMille adapta le même sujet dans Pacific Express (Union Pacific) en 1939.
- Pour la première fois, on employa une fosse pour placer les caméras au-dessus de laquelle passait les bêtes en furie.
- Clark Gable fait une courte apparition dans le film.
- Le juge Haller n'est pas sans rappeler le véritable juge Roy Bean qui installa son Saloon-Tribunal près de la ligne de chemin de fer en construction. Comme le juge Bean, il a une idée plutôt personnelle de la justice.
- Les locomotives utilisées dans la scène historique de la jonction des deux voies à Promontory Summit sont les locomotives ayant réellement servi lors de la cérémonie du 10 mai 1869.

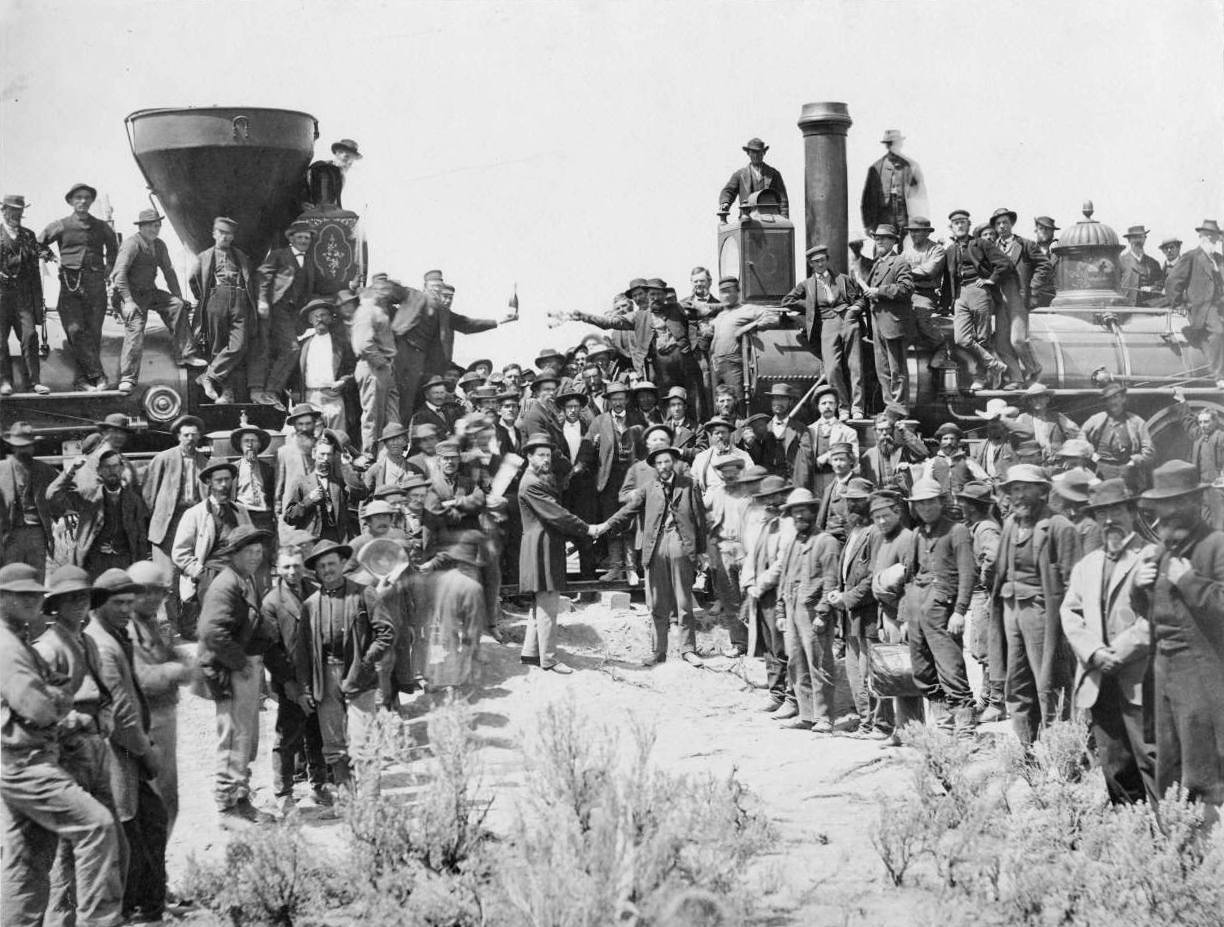
La jonction des chemins de fer de l'Union Pacific et de la Central Pacific en 1869, servant de scène finale au film.